# 范少军
范少军（1970年11月—），中华人民共和国政治人物，籍贯江苏邗江。曾任天津市人民政府副市长，中共天津市河东区委书记等职务，现任中共海南省委常委，中共海口市委书记。